# Christian Daniel Beck
Pour les articles homonymes, voir Beck.
Christian Daniel Beck, philologue saxon, né à Leipzig en 1757, mort en 1832. 

## Biographie
Élève de l'Université de Leipzig, Il enseigne plus tard les langues grecque et latine, l'exégèse, la philologie l'archéologie puis l'histoire, à l'université de Leipzig, devient directeur du gymnase philologique (1809), conseiller aulique et est décoré de l'ordre saxon du Mérite civil. 

## Œuvres
On a de lui :
- des éditions de Pindare, d'Apollonios, d'Aristophane, d'Euripide ;
- une Histoire générale du monde, 1787-1810 ;
- un Répertoire général de Bibliographie, 1819-1832.
- il a également édité deux volumes du Thucydide de Adolf Bauer.